# Maksim Valadz'ko
Maksim Anatolevič Valadz'ko (in bielorusso Максім Анатолевіч Валадзько?; Minsk, 10 novembre 1992) è un calciatore bielorusso, difensore del Costa d'Amalfi.

## Palmarès

### Club

#### Competizioni nazionali
- Campionato bielorusso: 6

BATĖ Borisov: 2009, 2010, 2011, 2013, 2014, 2015
- Coppa di Bielorussia: 2

BATĖ Borisov: 2009-2010, 2014-2015
- Supercoppa di Bielorussia: 7

BATĖ Borisov: 2010, 2011, 2013, 2014, 2015, 2016, 2022